# Ministero della giustizia (Afghanistan)
Il Ministero della giustizia (in pashtu: وزارت عدلیه) è il dicastero del governo afghano deputato alla giustizia. L'attuale ministro è Abdul Hakim Ishaqzai.

## Elenco dei ministri della giustizia
| Ministro                        | Mandato | Mandato |
| Nome                            | Inizio  | Fine    |
| ------------------------------- | ------- | ------- |
| Mohammad Sarwar Khan “Barakzai” | 1882    | 1919    |
| Sardar Hayatullah Khan          | 1919    | 1926    |
| Fazl Omar Mujadidi              | 1929    | 1933    |
| Fazl Ahmad Mujadidi             | 1929    | 1933    |
| Fazl Omar Mujadidi              | 1933    | 1946    |
| Ata Muhammad Hussein            | 1946    | 1958    |
| Sayed Abdullah Khan             | 1958    | 1963    |
| Sayyid Shamsuddin Majrooh       | 1963    | 1965    |
| Abdul Hakim Tabibi              | 1965    | 1966    |
| Mohammad Haider Khan            | 1966    | 1967    |
| Mohammad Ihsan Tarakai          | 1967    | 1967    |
| Mohammad Asghar                 | 1967    | 1969    |
| Abdul Satar Sirat               | 1969    | 1971    |
| Mohammad Anwar Arghandiwaal     | 1971    | 1973    |
| Abdul Majid                     | 1973    | 1977    |
| Wafiullah Samiee                | 1977    | 1978    |
| Abdul Hakim Sharaiee Jawzjani   | 1978    | 1979    |
| Abdul Rashid Aryan              | 1979    | 1981    |
| Abdul Wahab Safi                | 1981    | 1983    |
| Muhammad Bashir Baghlani        | 1983    | 1990    |
| Ghulam Muhyiuddin               | 1990    | 1992    |
| Mehrajuddin khan kharoti        | 1992    | 1996    |
| Jalaluddin haqqani              | 1992    | 1996    |

### Ministro della giustizia durante il dominio talebano (1996-2001)
| Ministro         | Mandato | Mandato |
| Nome             | Inizio  | Fine    |
| ---------------- | ------- | ------- |
| Nooruddin Turabi | 1996    | 2001    |

### Ministro della Giustizia durante il periodo di transizione (2001-2004)
| Ministro     | Mandato | Mandato |
| Nome         | Inizio  | Fine    |
| ------------ | ------- | ------- |
| Abbas Karimi | 2001    | 2004    |

### Ministri della Giustizia della Repubblica Islamica dell'Afghanistan (2004-2021)
| Ministro | Ministro           | Mandato | Mandato |
| Immagine | Nome               | Inizio  | Fine    |
| -------- | ------------------ | ------- | ------- |
|          | Sarwar Danish      | 2004    | 2010    |
|          | Habibullah Ghaleb  | 2010    | 2013    |
|          | Syed Yousuf Haleem | 2014    | 2015    |
|          | Abdul Baseer Anwar | 2015    | 2021    |

### Ministri della giustizia dell'Emirato Islamico dell'Afghanistan (2021-presente)
| Ministro | Ministro             | Mandato        | Mandato   |
| Immagine | Nome                 | Inizio         | Fine      |
| -------- | -------------------- | -------------- | --------- |
|          | Abdul Hakim Ishaqzai | settembre 2021 | in carica |